# Acasis trinotata
Acasis trinotata är en fjärilsart som beskrevs av Donovan 1810. Acasis trinotata ingår i släktet Acasis och familjen mätare. Inga underarter finns listade i Catalogue of Life.